# Kinesnäva
Kinesnäva (Erodium stephanianum) är en näveväxtart som beskrevs av Carl Ludwig von Willdenow. Enligt Catalogue of Life ingår Kinesnäva i släktet skatnävor och familjen näveväxter, men enligt Dyntaxa är tillhörigheten istället släktet skatnävor och familjen näveväxter. Arten förekommer tillfälligt i Sverige, men reproducerar sig inte. Inga underarter finns listade i Catalogue of Life.